# Peng Liyuan
Peng Liyuan (Heze (Shandong), 20 november 1962) is een politica en bekende Chinese volkszangeres. Ze is getrouwd met Xi Jinping, de huidige president van de Volksrepubliek China. Daarmee is zij de first lady van de Volksrepubliek.
Mevrouw Peng is als sopraanzangeres bekend in het land en is meerdere malen te horen en te zien geweest op het CCTV Lentefeestgala van de publieke omroep China Central Television. Haar meest beroemde liederen zijn: Mensen van ons dorp (父老乡亲), Zhumulangma (珠穆朗玛) en Op de akkers van hoop (在希望的田野上). Het genre waarin ze zingt is Chinese volksmuziek. Daarom zijn haar liederen vooral populair op het platteland en de arbeidersklasse in de Chinese steden. Het is ook niet vreemd dat dorpsverhalen vaak thema's zijn van haar liedjes. Andere thema's zijn Chinees nationalisme en vrede. 90% van haar liedjes gaan over de Communistische Partij van China.
Zij is naast haar zangcarrière ook actief binnen de Politieke Raadgevingsconferentie van het Chinese Volk (bestaat vooral uit leden van de Communistische Partij van China) en ze zet zich in voor de strijd tegen aids, hiv en tuberculose in het land. Sinds 2011 is zij goodwill ambassadeur van die ziektes namens de Wereldgezondheidsorganisatie.
In 1987 trouwde Peng met Xi Jinping. In 1992 kregen zij een dochter Xi Mingze.
- Gemeinsame Normdatei: 1249868386
- International Standard Name Identifier: 0000 0004 1853 9020
- Library of Congress Control Number: no2013085766
- MusicBrainz: 9358ac97-1028-4756-8726-fa1b8c4e1f90
- Nederlandse Thesaurus van Auteursnamen: 371748992
- Virtual International Authority File: 305236781
- WorldCat: E39PBJqKfycXvgVjHyvwCdY9Dq